# Arkansaurus

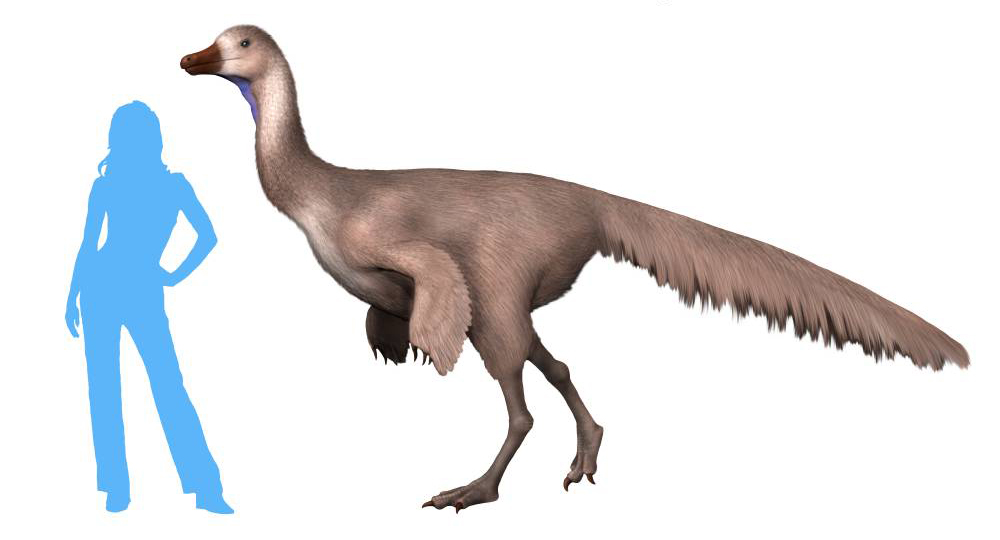
Arkansaurus fridayi

Arkansaurus fridayi is een theropode dinosauriër, behorend tot de Maniraptoriformes, die tijdens het vroege Krijt leefde in het gebied van het huidige Noord-Amerika.

## Vondst en naamgeving
Bij Lockesburg, Sevier County, in Arkansas, lag een kleine grindgroeve bij de Little Cossatot River. Garagehouder Robert "Joe" B. Friday hield ook wat koeien op een stuk land ten noorden van de groeve. In 1972 werd de Arkansas Highway 24 opgekrikt en ten bate daarvan werd de groeve grotendeels uitgegraven. Augustus 1972 zag Friday een aantal gieren boven zijn land cirkelen. Vrezend dat een van zijn koeien was overleden, ging hij een kijkje nemen maar bemerkte tot zijn verbazing dat de aasvogels door een veel ouder kadaver waren aangetrokken: in de groeve waren fossiele botten zichtbaar in een laag grijze klei. Friday groef ze op en stelde ze maandenlang tentoon in zijn garage, als decoratie. De fossielen wekten veel belangstelling op bij de klanten maar niemand wist aan wat voor dier ze toebehoorden. Een vriend van Friday suggereerde dat zijn zoon, de geologiestudent Doy Zachry, de vondsten naar de Universiteit van Arkansas zou brengen. Daar werden ze getoond aan geologieprofessor James Harrison Quinn. Quinn raakte erg opgewonden van de beenderen want hij herkende de fossielen als een voet van een dinosauriër. Er waren tot die tijd in Arkansas nog nooit Mesozoïsche dinosauriërs gevonden. Hij verzamelde een team en groef in maart 1973 de vindplaats verder op. Daarbij werden echter slechts enkele aanvullende fragmenten gevonden. Quinn restaureerde de voet, ontbrekende stukken completerend, en maakte er afgietsels van waarvan hij er een aan Friday schonk. In ruil doneerde Friday de authentieke botten aan de universiteit.
Quinn liet de fossielen aan dinosauriërexpert Edwin Colbert zien en die bevestigde de identificatie, menend dat het een vorm was verwant aan Ornithomimus. In 1973 meldde Quinn de vondst in de wetenschappelijke literatuur via een lezing voor de Geological Society of America. Hij concludeerde dat het om een nog onbekende soort ging die hij informeel "Arkansaurus fridayi" doopte. Die naam was echter zelfs nog geen nomen nudum want werd niet gepubliceerd. Quinn was dit wel van plan maar stierf in 1977 in het harnas toen hij, reeds bejaard, op zoek naar fossielen een fatale val maakte in een steengroeve in Nebraska, de staat waarin hij als jongeman de liefde voor paleontologie had opgevat. Twee latere pogingen van paleontologische teams om bij Lockesburg meer botten te vinden leverden niets op, evenmin als een nog dieper uitgraven van de vindplaats door Friday, ondanks dat hij een tractorploeg gebruikte. Het resultaat van al het onderzoek leek beperkt te blijven tot een levensgroot piepschuimen model van "Arkansaurus" in het bezoekerscentrum van de Arkansas Geological Survey. De eerste keer dat de geslachtsnaam Arkansaurus in druk verscheen was in 1983, in een populairwetenschappelijk kinderboek van Helen Roney Sattler. Dit miste een beschrijving zodat de naam nog steeds slechts een nomen nudum was. In 1998 vermeldde Angela K. Braden voor het eerst in een artikel dat Quinn de soortnaam "Arkansaurus fridayi" gebruikt had.
In 1998 raakte amateurpaleontoloog Russell T. Johnson gefascineerd door het geval. Hij probeerde de originele fossielen te inspecteren maar ze konden in het universiteitsmuseum te Fayetteville niet meer aangetroffen worden. Hierom uitte hij het vermoeden dat het om een vervalsing ging, wat al snel door deskundigen met klem tegengesproken werd. Een oproep om informatie via het internet bracht aan het licht dat ze ooit uitgeleend waren aan het Dinosaur National Monument. De daaraan verbonden paleontoloog Daniel Chure zegde toe de fossielen alsnog te benoemen maar kon daartoe geen tijd vinden. Zijn collega James Kirkland bleek al in 1995 de botten te hebben bestudeerd en was de gelijkenis met Nedcolbertia opgevallen, waaruit hij concludeerde dat het geen ornithomimosauriër kon zijn. Intussen was Doy Zachry zelf professor geworden in Arkansas. Hij liet de fossielen opsturen en beschrijven door een van zijn studentes, ReBecca Kathleen Hunt-Foster. Deze hield in 2002 en 2003 lezingen, waarin ze concludeerde dat het vermoedelijk wel om een apart taxon ging, wellicht verwant aan Ornitholestes, maar dat de resten geen benoeming daarvan rechtvaardigden. Hunt wees op de gelijkenis van de voet met sporen gevonden in de Glen Rose Formation van Texas en de Moenave Formation van Utah. Ze bestudeerde de voetgewrichten van Alligator en de emoe om te bepalen in hoeverre kraakbeen de lengte van de voet zou doen toenemen.
In 2018 was Hunt, na laserscans in 2016, van mening veranderd en benoemde, met Quinn als postuum medeauteur, de typesoort Arkansaurus fridayi. De geslachtsnaam verwijst naar Arkansas. De soortaanduiding eert Friday. Al in januari 2017 werd Arkansaurus na een actie door scholier Mason Cypress Oury benoemd als officiële staatsdinosauriër van Arkansas. Het is de enige dinosauriër die gebaseerd is op materiaal dat alleen in deze staat is gevonden.
Het holotype, UAM 74–16, is gevonden in een laag van de Trinitygroep die dateert uit het Aptien-Albien. Het bestaat uit een rechtervoet. Het omvat het tweede, derde en vierde middenvoetsbeen, het eerste kootje van de tweede teen, het eerste en tweede kootje van de derde teen, het eerste kootje van de vierde teen en drie voetklauwen, vermoedelijk de uiterste kootjes van de tweede, derde en vierde teen. In de Trinitygroep is nog meer mogelijk ornithomimosaurisch materiaal gevonden, waaronder een stuk ruggenwervel, een staartwervel, een stuk schouderblad en een stuk dijbeen, maar deze botten zijn nooit aan de soort toegewezen.

## Beschrijving
De voet is, zoals door Quinn gerestaureerd, bijna zestig centimeter lang. Het derde middenvoetsbeen heeft een lengte van 397 millimeter. Dat wijst op een aanzienlijke lichaamslengte voor een ornithomimosauriër van zo'n zes meter. Barden schatte de heuphoogte op zes voet, de kophoogte bij maximale verticale rekking op vijftien voet.
Hunt gaf verschillende onderscheidende kenmerken aan. Deze vormen een unieke combinatie van op zich niet unieke eigenschappen. Het derde middenvoetsbeen is bovenaan overdwars smal maar over de volle lengte van de voet aan de voorkant zichtbaar, als men het dier in staande toestand beziet. De middenvoet als geheel is lang en slank. De bovenste gewrichtsvlakken van de middenvoetsbeenderen zijn eirond in profiel. De voetklauwen zijn sterk naar beneden gebogen. De vierde voetklauw heeft een zeer zwak ontwikkelde bult als aanhechting voor de pees van de buigende spier, is sterk gekromd in plaats van vlak, en heeft geen sporen overdwars. De kromming van de voetklauwen is een autapomorfie, unieke afgeleide eigenschap, binnen de hele Ornithomimosauria, die bekend staan om hun vrij vlakke klauwen.
De voet lijkt sterk op die van Nedcolbertia die echter vele miljoenen jaren eerder leefde. Een mogelijk verschil is dat Arkansaurus de eerste teen lijkt te missen hoewel dat ook een gevolg kan zijn van een toevallig verloren gaan tijdens de fossilisatie.

## Fylogenie
Quinn en Colbert dachten dat het om een ornithomimosauriër moest gaan. Kirkland twijfelde daar aan door de gelijkenis met Nedcolbertia die in 1995 niet als een ornithomimosauriër gezien werd. In het artikel dat Arkansaurus benoemde, werd echter gesteld dat achteraf bezien ook Nedcolbertia een ornithomimosauriër was en het werd aangekondigd dat Hunt en Kirkland over die hypothese een opvolgend artikel zouden doen verschijnen. Hunts suggestie uit 2002 van een nauwe verwantschap met Ornitholestes zou een meer basale positie in de Coelurosauria impliceren.
Arkansaurus werd in 2018 in de Ornithomimosauria geplaatst, in een basale positie buiten de Ornithomimidae. Dit was echter niet gebaseerd op een exacte cladistische analyse. Als ornithomimosauriër zou Arkansaurus een zeldzame vertegenwoordiger van die groep zijn uit het Onder-Krijt van Noord-Amerika.